# Suisse aux Jeux olympiques de la jeunesse d'hiver de 2016
La participation de la Suisse aux Jeux olympiques de la jeunesse d'hiver de 2016 a lieu du 12 au 21 février 2016, à Lillehammer, en Norvège. Il s'agit de sa deuxième participation aux Jeux olympiques de la jeunesse d'hiver.

## Médaillés
| Médaille                            | Nom | Sport            | Épreuve                       | Date            |
| ----------------------------------- | --- | ---------------- | ----------------------------- | --------------- |
| Médaille d'or, Jeux olympiques      | Aline Danioth | Ski alpin        | Combiné filles                | 14 février 2016 |
| Médaille d'or, Jeux olympiques      | Talina Gantenbein | Ski acrobatique  | Skicross filles               | 15 février 2016 |
| Médaille d'or, Jeux olympiques      | Mélanie Meillard | Ski alpin        | Slalom géant filles           | 16 février 2016 |
| Médaille d'or, Jeux olympiques      | Aline Danioth | Ski alpin        | Slalom fille                  | 18 février 2016 |
| Médaille d'argent, Jeux olympiques  | Mélanie Meillard | Ski alpin        | Combiné filles                | 14 février 2016 |
| Médaille d'argent, Jeux olympiques  | Sophie Hediger | Snowboard        | Snowboardcross                | 15 février 2016 |
| Médaille d'argent, Jeux olympiques  | Pascal Bitschnau Talina Gantenbein Sophie Hediger Sascha Rüedi | Snowboard        | Snowboard skicross par équipe | 16 février 2016 |
| Médaille de bronze, Jeux olympiques | Aline Danioth | Ski alpin        | Super-G filles                | 13 février 2016 |
| Médaille de bronze, Jeux olympiques | Aline Danioth | Ski alpin        | Slalom géant                  | 16 février 2016 |
| Médaille de bronze, Jeux olympiques | Laura Engler Philipp Hösli Henwy Lochmann Selina Witschonke | Curling          | Tournoi mixte                 | 17 février 2016 |
| Médaille de bronze, Jeux olympiques | Sina Bachmann Sydney Berta Tina Brand Yaël Brich Oona Emmenegger Rahel Enzler Ramona Forrer Justine Forster Janine Hauser Saskia Maurer Lisa Rüedi Noemi Ryhner Jessica Schlegel Gionina Spiess Nicole Vallario Stefanie Wetli Lara Zimmermann | Hockey sur glace | Tournoi féminin               | 20 février 2016 |